# Mexiko-Veilchenohrkolibri
Der Mexiko-Veilchenohrkolibri (Colibri thalassinus), auch als Kleiner Veilchenohrkolibri, Grüner Veilchenohrkolibri oder Zwergveilchenohr bekannt, ist eine Vogelart aus der Familie der Kolibris (Trochilidae), die in Mexiko, Guatemala, Honduras, El Salvador und Nicaragua vorkommt. Gelegentlich kann man ihn als Irrgast in den Vereinigten Staaten entdecken. Der Bestand wird von der IUCN als „nicht gefährdet“ (least concern) eingeschätzt.

## Merkmale

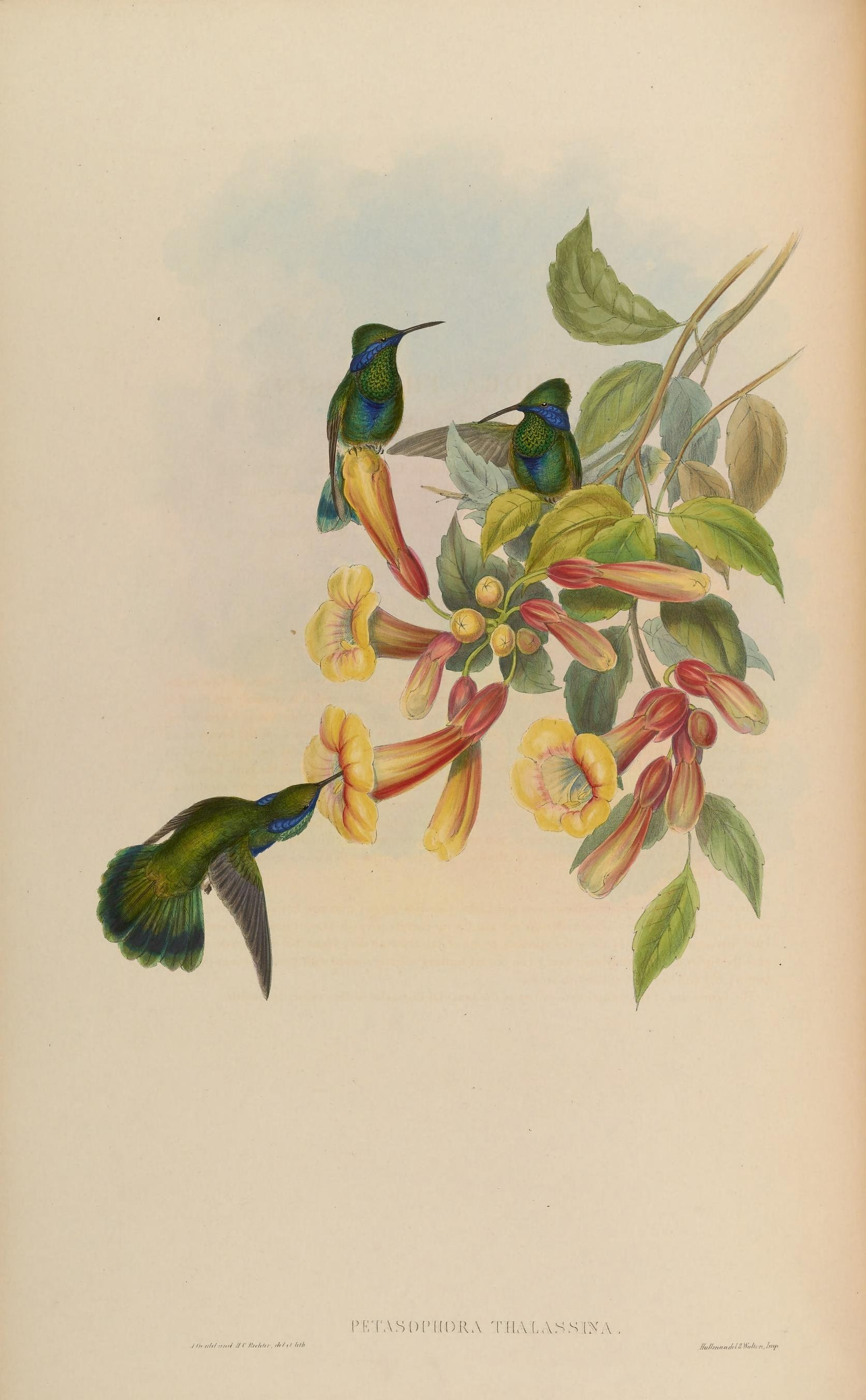
Mexiko-Veilchenohrkolibri illustriert von John Gould und Henry Constantine Richter

Der Mexiko-Veilchenohrkolibri erreicht eine Körperlänge von etwa 11,0 bis 11,5 cm bei einem Gewicht der Männchen von ca. 5,7 g und der Weibchen von 4,8 g. Der gerade schwarze Schnabel ist etwa 1,25 bis 1,33-mal so groß wie der Kopf. Das Gefieder ist fast durchgängig tief grün, doch schimmert es auf der Unterseite bläulich-grün. Ohrdecken und hinterer Augenbereich glitzern violett. An der Brust hat der Mexiko-Veilchenohrkolibri einen bläulich-violetten Fleck. Die Unterschwanzdecken sind blass zimtfarben gesäumt. Der Schwanz ist bronzen-blaugrün mit einer breiten schwärzlichen subterminalen Binde. Es gibt keinen Geschlechtsdimorphismus. Jungvögel wirken im Erscheinungsbild farblich stumpfer und die Unterseite ist dunkelgrün. Oft weisen sie nur einen gegenüber ausgewachsenen Vögeln reduzierten bläulich-violetten Fleck auf oder dieser fehlt vollständig.

## Verhalten und Ernährung
Sein Futter sucht der Mexiko-Veilchenohrkolibri von den unteren Straten bis in die Baumkronen. Oft sitzt er auf frei liegenden Zweigen und singt unermüdlich. Im Tal von Mexiko besucht er im August und September die zum Salbei gehörenden Arten Salvia mexicana und Salvia cardinalis. Bei S. mexicana konkurriert er mit dem Purpurstirn-Saphirkolibri (Basilinna leucotis) und bei S. cardinalis mit der Blaukehlnymphe (Lampornis clemenciae) um den Nektar. Auch Salvia elegans und Clinopodium macrostemum, die an geschützten Plätzen nicht einfrieren können, gehören zu den Pflanzen, die er anfliegt. Am Ende der Regenzeit, wenn der Mexiko-Veilchenohrkolibri in niedrigere Höhenlagen zieht, scheint er den Nektar der Feuerbohne (Phaseolus coccineus) zu bevorzugen. Nur gelegentlich sucht er Cuphea jorullelzsi zum Nektarsammeln auf. Insekten, die er im Flug fängt, gehören ebenfalls zu seiner Nahrung. Dabei beobachtet er z. B. die Mücken, die er jagen will, von seinem Sitzplatz aus, bevor er die Jagd beginnt. Oft schlagen diese Jagdversuche fehl. Als Insekten bevorzugt er mittelgroße Gliederfüßer. Das Sammeln von Insekten von Pflanzen gehört nicht zu seiner Jagdtaktik. Es ist nicht selten, dass man mehrere Männchen in nahe beieinander liegenden Gebieten antrifft, doch bilden diese kein wirkliches Lek. Vielmehr scheint dieses Verhalten den Umweltbedingungen geschuldet zu sein.

## Fortpflanzung
Nachdem das Weibchen sein Nest fast fertiggebaut hat, ist es bereit zur Paarung und hält nach Männchen Ausschau. Folgen dem Weibchen mehrere Männchen, beginnt die Balz um die Gunst des Weibchens. Während der Balz präsentieren vor allem die Männchen ihr prächtiges Gefieder und vollführen kunstvolle Flüge, meist in niedriger Höhe. Sobald ein Männchen an der Seite des Weibchens ist, geben die Konkurrenten auf und kehren an ihren Platz zurück. Nun fliegt das Paar Seite an Seite in die Nähe des Brutterritoriums. Gelegentlich unterbrechen sie die Reise, das Männchen entfernt sich, kehrt nach einiger Zeit zurück und beide fliegen gemeinsam weiter. Das Weibchen folgt dann dem Männchen. Die eigentliche Kopulation dauert nur wenige Sekunden. Unmittelbar nach der Begattung trennen sich die Partner. Die Vögel leben in einer polygamen Beziehung, ein Männchen begattet zumeist mehrere Weibchen und beteiligt sich nicht an der Aufzucht des Nachwuchses. Die Bebrütung der Eier und die Aufzucht der Küken obliegt ausschließlich dem Weibchen. Das Nest baut das Weibchen in Eichen- oder Zypressenwäldern und zunehmend wegen Veränderungen der Umweltbedingungen in dichten überwachsenen Erosionsrinnen, die 20 bis 30 Meter breit sein können und von Maisfeldern umgeben sind. Ursprünglich scheinen aber Nester in 40 bis 180 cm über dem Boden auf freilegenden Zweigen z. B. von Quercus crassipes und Quercus nitens die bevorzugte Brutstätte zu sein. In den Erosionsrinnen sind es Büsche wie Salvia polystachya, die zum Nestbau genutzt werden. In seinem Brutrevier toleriert das Weibchen kein anderes Weibchen. Vom hauptsächlich aus Moos bestehenden Nest hängen ca. 20 cm lange Grasfäden herunter. Spinnweben halten es zusammen, Pflanzenabfälle verzieren das Nestinnere. Ein Gelege besteht aus zwei Eiern. Die Brutzeit beträgt 16 bis 17 Tage. In den ersten Tagen verlässt das Weibchen das Nest nur sehr kurz. Nachdem die Nestlinge nach 19 bis 28 Tagen flügge sind, werden sie noch einige Tage von der Mutter gefüttert, bevor sie sich selbst auf die Futtersuche machen. Wann die Nestlinge flügge werden, hängt stark von der Verfügbarkeit von Nahrung ab.

## Lautäußerungen
Der Gesang des Mexiko-Veilchenohrkolibris klingt bei der Futtersuche oft wie ein trockenes Rasseln. Seine Lieder bestehen aus rhythmischem, abgehacktem, metallisch klingendem Tschirpen, welches wie tiissik-tiissik... klingt und von unregelmäßigen tik- und tssi-Tönen unterbrochen wird. Manchmal klingt dies auch anhaltend wie tsch-it, tsch-i-it, tsch-it. tsch-i-it.... Im ersten Lebensjahr geben Männchen oft eine andauernde Serie rauen, keuchenden Surrens und Ratterns von sich, in das sie scharfes Gezwitscher einstreuen.

## Verbreitung und Lebensraum

Verbreitungsgebiet des Mexiko-Veilchenohrkolibris (grün)

Der Mexiko-Veilchenohrkolibri bevorzugt feuchte bis halbfeuchte Kiefern- und Eichenwälder, immergrüne Wälder und deren Ränder sowie Lichtungen mit Blumen. In Mexiko kommt er im Inneren von Jalisco und den angrenzenden Gebirgen in Höhenlagen zwischen 1000 und 3000 Metern vor. In Oaxaca im Nationalpark Benito Juárez trifft man ihn am Cerro San Felipe. Das Verbreitungsgebiet zieht sich im Süden bis Honduras und El Salvador. In El Salvador kommt er im Nebelwald Los Esesmiles bis 2438 Meter vor, weniger in den trockeneren Gebieten unter 1950 Meter. In der Sierra de los Cuchumatanes in Guatemala kommt er nur saisonal in Höhenlagen zwischen 2070 und 2620 Metern vor. Im Jahr 1985 wurde er erstmals am Vulkan Casita im Departamento Chinandega in 1250 Metern entdeckt. In den USA ist er am häufigsten am Edwards Plateau beobachtet worden. Hier sind künstliche Feeder ihre häufigste Nahrungsquelle.

## Unterarten
Die Art gilt als monotypisch. Petasophora thalassina minor Berlioz, 1938  wird heute als Synonym für die Nominatform betrachtet. Jacques Berlioz sah in den Bälgen verschiedener Exemplare aus Honduras Unterschiede, die aber nicht so signifikant waren, dass sie den Status einer Unterart erlangten.
Lange wurde der Berg-Veilchenohrkolibri (Colibri cyanotus (Bourcier, 1843)) als Unterart des Mexiko-Veilchenohrkolibris betrachtet. Jedoch fehlen dem Berg-Veilchenohrkolibri die auffällige Blautönung und das blaue Kinn, so dass die Art farblich eher dem Amethystohrkolibri (Colibri serrirostris), der Mexiko-Veilchenohrkolibri jedoch eher dem Glanz-Veilchenohrkolibri (Colibri coruscans) zu ähneln scheint.

## Etymologie und Forschungsgeschichte
Die Erstbeschreibung des Mexiko-Veilchenohrkolibris erfolgte 1827 durch William Swainson unter dem wissenschaftlichen Namen Trochilus thalassinus. Die Typusexemplare stammten aus dem mexikanischen Ort Tamascaltepec und wurden von William Bullock (1773–1849) und dessen Sohn William Bullock Jr. gefunden. Erst später wurde er der von Johann Baptist von Spix 1824 eingeführten Gattung Kolibri zugeordnet, die dieser u. a. für den Amethystohrkolibri (Colibri serrirostris (Vieillot, 1816)) (Syn: Colibri crispus) einführte. Der Name Kolibri wurde im 18. Jahrhundert aus dem Französischen entlehnt (frz. colibri) und stammt wohl aus einer karibischen Sprache. Der Artname thalassinus ist das lateinische Wort für „meeresfarben, meeresgrün“. Minor ist das lateinische Wort für „kleiner“.